# خاک! فیلم
خاک! فیلم (به انگلیسی: Dirt! The movie)یک فیلم مستند آمریکایی محصول سال ۲۰۰۹ به کارگردانی جین روزو (به انگلیسی: Gene Rosow)و بیل بننسون (به انگلیسی: Bill Benenson)و گویندگی جیمی لی کرتیس است. این کتاب از کتاب Dirt: The Ecstatic Skin of the Earth اثر ویلیام برایانت لوگان الهام گرفته شده است. در این مستند محیط‌بانانی همچون وانگاری مااتای، واندانا شیوا، گری واینرچوک، پل استامتس و بیل لوگان به ایفای نقش پرداخته‌اند. این فیلم به بررسی رابطه میان انسان و خاک ، از جمله ضرورت آن برای زندگی انسان و تأثیرات انسان بر محیط زیست می پردازد.
خاک! فیلم منتخب رسمی برای شرکت در جشنواره فیلم ساندنس ۲۰۰۹ بود و جوایز متعددی از جمله جایزه بهترین مستند در جشنواره فیلم زیست‌محیطی Visions/Voices در سال ۲۰۰۹ و جایزه "بهترین فیلم برای آینده ما" در جشنواره فیلم مندوسینو در سال ۲۰۰۹ را دریافت کرد.